# Kingiseppský rajón

Kingiseppský rajón na mapě Leningradské oblasti

Kingiseppský rajón (rusky Кингисеппский район) je jedním z rajónů Leningradské oblasti v západní části Ruska, jehož administrativním centrem je Kingisepp. Hraničí s Lomonosovským rajónem na severovýchodě, Volosovským na východě, Slancevským na jihu, s Estonskem na západě a ze severu je omýván Finským zálivem. Rajón byl založen roku 1927. Jeho rozloha činí 2 800 km2 a má 80 900 obyvatel. Mezi největší města patří Kingisepp a Ivangorod.